# Pavlos Melas (film)
Pour les articles homonymes, voir Pavlos Melas (homonymie).
Pour plus de détails, voir Fiche technique et Distribution.
Pavlos Melas (Παύλος Μελάς) est un film grec réalisé par Filippas Fylaktos et sorti en 1974.
Film commandité pour des raisons de propagande par la dictature des colonels. Tourné en 1973, il sortit en 1974. Sa carrière dans les salles s'acheva brutalement en juillet 1974. Il fut retiré de l'affiche dès la chute du régime. Il réalisa cependant 432 989 entrées, le meilleur résultat de l'année.

## Synopsis
Récit des aventures en Macédoine de Pavlos Melas au début du XXe siècle jusqu'à sa mort en 1904.

## Fiche technique
- Titre : Pavlos Melas
- Titre original : Παύλος Μελάς
- Réalisation : Filippas Fylaktos
- Scénario : Antonis David d'après Filippas Fylaktos
- Direction artistique :
- Décors : Giannis Karydis
- Costumes : Giannis Karydis
- Photographie : Stamatis Trypos
- Son : Tasis Palatsiolis
- Montage : Filippas Fylaktos
- Musique : Yannis Spanos
- Production : Filippas Fylaktos
- Pays d'origine : Grèce
- Langue : grec
- Format : Couleurs
- Genre : biographie
- Durée :
- Dates de sortie : 1974

## Distribution
- Lakis Komninos (el)
- Kaiti Papanika
- Giannis Argyris
- Anna Vagena
- Georgía Vassiliádou